# 井上喜久子 (馬術選手)
井上 喜久子（いのうえ きくこ、1924年12月3日 - 2018年2月16日）は、日本の馬場馬術選手。

## 経歴
東京都出身。旧姓・馬杉。オリンピックに3回参加。
1972年（昭和47年）、ミュンヘンオリンピックの馬場馬術競技に出場し、携行馬ドン・カルロスに騎乗して32位だった。このドン・カルロスは同大会で金メダルを獲得したリンゼンホッフ夫人の所有だった馬で、日本馬術連盟（日馬連）の購入馬であった。
1988年ソウルオリンピックでは当時の日本選手として最高齢 (63) での出場を果たした。女性最高齢の記録は2012年現在も破られていない。母方の祖父は浅野財閥を築き上げた実業家の淺野總一郎。父・馬杉秀、母・馬杉慶子共に馬術を経験している。
2018年2月16日、急性心不全のため東京都の自宅で死去。93歳没。死没から約11か月後の2019年1月16日に訃報が明らかになった。

## 成績
- 7歳で競技会に出場
- 11歳で全日本馬場馬術乙種（ジュニア）に出場し初優勝
- 愛馬「ユドラ」号（1943年 - 1966年）とのコンビで数多くの優勝を飾る
  - 1955年 第8回全日本馬術大会甲種 優勝
  - 1957年 第10回全日本馬術大会甲種 優勝
  - 1960年 ローマオリンピック最終選考会首位（当時「ユドラ」号が18歳であったため代表になれなかった）
- 1960年 第13回全日本馬術大会甲種 優勝
- 1964年 東京オリンピックに日本の馬術史上初の女性選手として出場。馬場馬術個人16位、団体6位入賞（携行馬「勝登」）
- 1972年 ミュンヘンオリンピック馬場馬術個人32位（携行馬「ドン・カルロス」）[1]
- 1980年 モスクワオリンピックは日本のボイコットで出場できず
- 1988年 ソウルオリンピックに日本五輪史上最高齢（当時）の63歳9ヶ月で出場。馬場馬術個人46位（携行馬「テルドア」、得点1,169点）[1]。